# Тяжёлая атлетика на летних Азиатских играх 2014
Соревнования по тяжёлой атлетике на летних Азиатских играх 2014 проходили с 20 по 26 сентября в Moonlight Festival Garden (Инчхон, Республика Корея).

## Общий медальный зачёт
| Место | Страна               | Золото | Серебро | Бронза | Всего |
| ----- | -------------------- | ------ | ------- | ------ | ----- |
| 1     | Китай                | 7      | 5       | 2      | 14    |
| 2     | КНДР                 | 4      | 3       | 2      | 9     |
| 3     | Китайская Республика | 2      | 0       | 2      | 4     |
| 4     | Казахстан            | 1      | 3       | 0      | 4     |
| 5     | Иран                 | 1      | 1       | 0      | 2     |
| 6     | Индонезия            | 0      | 1       | 1      | 2     |
|       | Республика Корея     | 0      | 1       | 1      | 2     |
| 8     | Вьетнам              | 0      | 1       | 0      | 1     |
| 9     | Таиланд              | 0      | 0       | 3      | 3     |
|       | Узбекистан           | 0      | 0       | 3      | 3     |
| 11    | Ирак                 | 0      | 0       | 1      | 1     |
| Total | Total                | 15     | 15      | 15     | 45    |

## Медалисты

### Мужчины
| Категория    | Золото             | Серебро                      | Бронза                                      |
| ------------ | ------------------ | ---------------------------- | ------------------------------------------- |
| До 56 кг     | Ом Юн Чхоль КНДР   | Тхать Ким Туан Вьетнам       | У Цзинбяо Китай                             |
| До 62 кг     | Ким Ын Гук КНДР    | Чэнь Лицзюнь Китай           | Эко Юли Ираван Индонезия                    |
| До 69 кг     | Линь Цинфэн Китай  | Ким Мён Хёк КНДР             | Каррат Мохаммед Джавад Мохаммед Кадхум Ирак |
| До 77 кг     | Люй Сяоцзюнь Китай | Ким Гван Сон КНДР            | Чатупхум Чиннавонг Таиланд                  |
| До 85 кг     | Тянь Тао Китай     | Киануш Ростами Иран          | Улугбек Алимов Узбекистан                   |
| До 94 кг     | Лю Хао Китай       | Алмас Утешов Казахстан       | Ли Чхан Хо Республика Корея                 |
| До 105 кг    | Ян Чжэ Китай       | Ким Мин Джэ Республика Корея | Сардорбек Дусмуротов Узбекистан             |
| Свыше 105 кг | Бехдад Салими Иран | Ай Юйнань Китай              | Чэнь Шицзе Китайский Тайбэй                 |

### Женщины
| Категория   | Золото                       | Серебро                        | Бронза                       |
| ----------- | ---------------------------- | ------------------------------ | ---------------------------- |
| До 48 кг    | Маргарита Елисеева Казахстан | Сри Вахюни Агустиани Индонезия | Махлиё Тогоева Узбекистан    |
| До 53 кг    | Сюй Шуцзин Тайвань           | Зульфия Чиншанло Казахстан     | Чжан Ваньцюн Китай           |
| До 58 кг    | Ри Джон Хва КНДР             | Ван Шуай Китай                 | Раттикан Гулной Таиланд      |
| До 63 кг    | Линь Цзыци Тайвань           | Дэн Вэй Китай                  | Чо Пок Хян КНДР              |
| До 69 кг    | Сян Яньмэй Китай             | Рё Ын Хи КНДР                  | Хуан Шисюй Тайвань           |
| До 75 кг    | Ким Ын Джу КНДР              | Кан Юэ Китай                   | Лим Джон Сим КНДР            |
| Свыше 75 кг | Чжоу Лулу Китай              | Мария Грабовецкая Казахстан    | Читчанок Пулсабсакул Таиланд |